# Uropolystigma atrotestaceum
Uropolystigma atrotestaceum är en svampart som beskrevs av Maubl. 1920. Uropolystigma atrotestaceum ingår i släktet Uropolystigma, ordningen Phyllachorales, klassen Sordariomycetes, divisionen sporsäcksvampar och riket svampar.   Inga underarter finns listade i Catalogue of Life.